# Babylon 5/Staffel 4
Die vierte Staffel der US-amerikanischen Fernsehserie Babylon 5 umfasst 22 Episoden. Der Titel der Staffel lautet im Original „No Surrender, No Retreat“ und in der deutschsprachigen Version „Die Befreiung von Proxima 3“.

## Handlung
| Nr. (ges.) | Nr. (St.) | Deutscher Titel                      | Originaltitel                       | Erstausstrahlung USA | Deutschsprachige Erstausstrahlung (D) | Regie              | Drehbuch               | Produktions- nummer |
| --- | --------- | ------------------------------------ | ----------------------------------- | -------------------- | ------------------------------------- | ------------------ | ---------------------- | ------------------- |
| 67 | 1         | In der Stunde des Wolfes             | The Hour of the Wolf                | 4. Nov. 1996         | 23. Mai 1998                          | David J. Eagle     | J. Michael Straczynski | 401                 |
| Ivanova versucht, die verbündeten Völker für einen Angriff auf Z'ha'dum zu mobilisieren. Diese sind jedoch nicht bereit, sich für die Suche nach Sheridan zu opfern und gehen von dessen Tod aus. Auch die Vorlonen wollen nichts unternehmen. Daher brechen Ivanova, Delenn, Lennier und Lyta Alexander auf eigene Faust mit einem White-Star-Schiff nach Z'ha'dum auf. Dort soll Alexander die Schatten blockieren, während versucht wird, mit Sheridan Kontakt aufzunehmen. Das Unternehmen hat keinen Erfolg: Sheridan antwortet nicht und die Crew entkommt den Schatten nur knapp. Auf Centauri Prime trifft Londo erstmals Imperator Cartagia. Dieser informiert Londo, dass jemand mit ihm sprechen will: Es ist Morden. Von der Explosion auf Z'ha'dum schwer verletzt, berichtet er Londo, dass die Schatten mit der Erlaubnis von Cartagia eine Basis auf Centauri Prime errichten werden. Kurz darauf sieht Londo am Himmel hunderte Schattenschiffe, wie er es aus einem Traum kennt (vgl. S3E01). Er fragt den Imperator, warum er dies zulässt. Cartagia erklärt, dass die Schatten ihm versprochen haben, ihn im Gegenzug zu einer Gottheit zu erheben. Londo befürchtet, dass die Centauri im Krieg gegen die Schatten nun als erste vernichtet werden, was Cartagia als Opfer für sein Ziel gleichgültig in Kauf nimmt. Londo ist entsetzt und erkennt, dass der Imperator wahnsinnig ist. Er kontaktiert Vir mit der Bitte, nach Centauri Prime zu kommen. Mit seiner Hilfe will er einen Plan entwickeln, den Herrscher zu töten. Da Garibaldi noch immer verschwunden ist, beschließt G'Kar, sich auf die Suche nach ihm zu begeben. Auf Z'ha'dum sitzt Sheridan in einer Höhle vor einem kleinen Feuer. Ein geheimnisvoller Außerirdischer erscheint und setzt sich zu ihm. |           |                                      |                                     |                      |                                       |                    |                        |                     |
| 68 | 2         | Der Letzte des Kha'ri                | Whatever Happened to Mr. Garibaldi? | 11. Nov. 1996        | 30. Mai 1998                          | Kevin James Dobson | J. Michael Straczynski | 402                 |
| Sheridan wird von einem riesigen Lichtwesen gehalten; plötzlich erwacht er scheinbar aus einem Traum. Der Außerirdische ist immer noch bei ihm in der Höhle und stellt sich als Lorien vor. Er verwickelt Sheridan in ein philosophisches Gespräch, doch dieser ist daran nicht interessiert und will wissen, was los ist. Lorien erklärt, dass Sheridan sich in einem Zustand zwischen Leben und Tod befindet und die folgende Zeit zeigen wird, wie es weiter geht. Er behauptet, nicht nur zu den ältesten Völkern im Universum zu gehören, sondern „der Allererste“ zu sein. Des Weiteren offenbart er Sheridan, dass sich in dessen Körper ein Vorlone aufhält – es ist ein Teil von Kosh, der immer wieder zu Sheridan gesprochen hat. Lorien fordert Sheridan auf, sich dem Tod zu ergeben, anderenfalls solle er einen Grund nennen, für den es sich zu Leben lohnt. Sheridan nennt Delenn. G'Kar ist auf dem Planeten Zathran 7 auf der Suche nach Hinweisen zum Aufenthaltsort von Garibaldi. Da er das letzte noch in Freiheit befindliche Mitglied des Kha'Ri ist, dem obersten Rat der Narn, ist ein Kopfgeld auf ihn ausgesetzt. Schließlich wird er von Soldaten der Centauri aufgespürt und verschleppt. Auf Centauri Prime präsentiert Imperator Cartagia stolz den gefangenen und gedemütigten G'Kar. Londo besucht ihn in seiner Zelle und beteuert, dass er nicht wolle, dass G'Kar leidet, er dies aber nicht verhindern könne. Allerdings will er G'Kar in seine Verschwörung gegen Cartagia einbeziehen. G'Kar stimmt zu, verlangt aber von Londo, dass die Narn die Freiheit zurückerlangen, sobald Cartagia beseitigt ist. Londo willigt ein. Unterdessen befindet sich Garibaldi in einem abgeschlossenen Raum, während ihn eine Stimme über Lautsprecher immer wieder fragt, woran an er sich erinnert, seit er Babylon 5 verlassen hat. Garibaldi beteuert, keine Erinnerungen daran zu haben und wird wütend. Daraufhin wird Gas in den Raum eingeleitet. Als Garibaldi bewusstlos ist, betritt ein Angehöriger des Psi-Corps den Raum. |           |                                      |                                     |                      |                                       |                    |                        |                     |
| 69 | 3         | Rückkehr vom Schattenplaneten        | The Summoning                       | 18. Nov. 1996        | 6. Juni 1998                          | John McPherson     | J. Michael Straczynski | 403                 |
| Ivanova sucht zusammen mit Cole nach weiteren uralten Völkern als Verbündete im Kampf gegen die Schatten. Stattdessen treffen sie jedoch auf eine riesige Flotte der Vorlonen, mit einem gigantischen Hauptschiff, die sich im Hyperraum versteckt. Auch Lyta Alexander hat bemerkt, dass sich die Vorlonen in letzter Zeit merkwürdig verhalten. Als seine Assistentin gelingt es ihr, Botschafter Ulkeshs Gedanken zu lesen und mehr zu erfahren. Zack Allan verfolgt eine Spur weiter, der G'Kar kurz vor seiner Gefangennahme bei der Suche nach Garibaldi nachgegangen war. Schließlich trifft er auf ein Transportschiff, das eine Rettungskapsel startet und sich anschließend selbst zerstört. In der Rettungskapsel ist Garibaldi, der zwar wohlauf ist, sich jedoch auffallend anders verhält als vorher. Er kann sich seit seinem Verschwinden an nichts erinnern. G'Kar wird auf Centauri Prime immer noch gefoltert und Londo und Vir fühlen sich zunehmend bestätigt, ihren Plan zur Ermordung Cartagias umzusetzen. Die Allianz gegen die Schatten droht derweil komplett auseinanderzubrechen. Da die Schatten seit den Ereignissen auf Z'ha'dum nicht mehr angegriffen haben, wollen die meisten keine weiteren Angriffe provozieren. Delenn hingegen meint, diese werden trotzdem kommen und beharrt darauf, dass Z'ha'dum angegriffen werden muss. Inmitten dieses erbitterten Streits, tauchen völlig überraschend Sheridan und Lorien auf. Sheridan sagt, dass er gegen die Schatten gekämpft habe und diese besiegbar seien; doch dazu müssten alle zusammenarbeiten. Er kann die Botschafter umstimmen und alle jubeln ihm zu. Später erklären Sheridan und Lorien dem Führungsstab der Station die Ziele der Vorlonen und der Schatten (vgl. S3E22). Lyta teilt mit, die Vorlonen hätten beschlossen die Schatten und ihre Verbündeten zu vernichten, wobei sie keine Rücksicht auf andere Völker nehmen. Cole und Ivanova berichten, dass sie die Vorlonenflotte verfolgt haben und beobachtet, wie das riesige Schiff einen ganzen Planeten zerstörte, weil sich darauf ein Stützpunkt der Schatten befand. |           |                                      |                                     |                      |                                       |                    |                        |                     |
| 70 | 4         | Das Monster auf dem Thron            | Falling Toward Apotheosis           | 25. Nov. 1996        | 13. Juni 1998                         | David J. Eagle     | J. Michael Straczynski | 404                 |
| Die Vorlonen setzen ihre Angriffe auf Planeten, die unter dem Einfluss der Schatten stehen, fort, wodurch Babylon 5 von einem massiven Flüchtlingsstrom betroffen ist. Es wird absehbar, dass sich die Flotte der Vorlonen bald Centauri-Prime annimmt, da die Schatten dort seit kurzem einen Stützpunkt haben (vgl. S4E01). Cartagia lässt Londo wissen, dass er nichts dagegen unternehmen will und der Zerstörung des Planeten sogar entgegenfiebert. Er sieht darin ein gigantisches Opferfeuer für seine Erhebung zur Gottheit. Später wendet Londo ein, dass dann niemand mehr übrig sei, der Cartagia als Gott verehren könnte. Er überredet den Imperator, G'Kars Prozess und Hinrichtung persönlich auf dem Heimatplaneten der Narn zu leiten. Dort könnten die Narn seine Größe bewundern und jeder würde sich an ihn erinnern. Nichtsahnend, dass Londo damit sein Komplott zu Cartagias Beseitigung vorantreibt, willigt dieser ein. Sheridan muss nun nicht nur gegen die Schatten, sondern auch gegen die Vorlonen vorgehen. Dafür muss jedoch erst ihr Botschafter Ulkesh von der Station verschwinden. Gemeinsam mit Alexander locken sie Ulkesh in einen Hinterhalt. Das Sicherheitsteam, das den Vorlonen beschießt, ist jedoch völlig machtlos. Schließlich gibt Lorien ein Zeichen, woraufhin der verbleibende Teil von Kosh Sheridans Körper verlässt und durch Lorien gestärkt Ulkesh angreift. Die beiden Vorlonen vernichten sich gegenseitig. Kurz darauf erklärt Lorien Delenn, was er mit Sheridan auf Z'ha'dum machte: Sheridan war praktisch tot. Er lebt nur, weil Lorien ihm einen Teil seiner Lebensenergie spendete, die allerdings nur für etwa 20 Jahre reichen wird. Delenn ist am Boden zerstört, doch Sheridan freut sich auf die verbleibende gemeinsame Zeit und schenkt ihr einen Verlobungsring. |           |                                      |                                     |                      |                                       |                    |                        |                     |
| 71 | 5         | Tyrannenmord                         | The Long Night                      | 27. Jan. 1997        | 20. Juni 1998                         | John Lafia         | J. Michael Straczynski | 405                 |
| Sheridan verfügt inzwischen über eine schlagkräftige Flotte von Kriegsschiffen verschiedenster Völker. Da sich die Vorlonenflotte auf Coriana 6, einer Welt mit mehreren Milliarden Lebewesen, zubewegt und die Schatten nun ebenfalls damit beginnen ganze Planeten zu zerstören, sieht Sheridan die Zeit für die finale Konfrontation gekommen. Mit einem gefälschten Funkspruch will er die Schatten ebenfalls nach Coriana 6 locken, sodass sie dort auf die Vorlonen treffen. Der Plan geht auf und Sheridan verlegt seine Flotte ebenfalls in das System. Auf Narn hat Imperator Cartagia einen nachgebauten Thronsaal bezogen; die Exekution von G'Kar steht kurz bevor. Londo, Vir und einige andere Verschwörer treffen letzte Vorbereitungen für das Attentat. Cartagia soll durch eine Giftspritze sterben, die sämtliche Spuren verwischt und einen natürlichen Tod vortäuscht. Am nächsten Tag wird G'Kar vor den Imperator geführt, der über ihn das Todesurteil ausspricht. Doch G'Kars Ketten wurden gelockert und er kann sich losreißen. Während alle bemüht sind, den wütenden G'Kar zu bändigen, gibt Londo vor, Cartagia in einen Nebenraum in Sicherheit zu bringen. Dort rammt ihm Vir die Spritze ins Herz. Da es keinen direkten Thronfolger gibt, wird Londo zum Premierminister der Centauri ernannt, bis ein neuer Imperator bestimmt wird. Er löst sofort sein Versprechen (vgl. S4E02) ein, Narn zu befreien und lässt alle Besatzungstruppen abziehen. Die Narn feiern und wollen G'Kar zu ihrem Führer ernennen und sich an den Centauri rächen. G'Kar weist dies entsetzt zurück, da er kein Diktator sein will und den Kreislauf des Hasses nicht ewig fortsetzen möchte (vgl. S3E06). |           |                                      |                                     |                      |                                       |                    |                        |                     |
| 72 | 6         | Das dritte Zeitalter                 | Into the Fire                       | 3. Feb. 1997         | 27. Juni 1998                         | Kevin James Dobson | J. Michael Straczynski | 406                 |
| Nach der Beseitigung Cartagias ist Londo damit beschäftigt, dessen treue Untergebene aus dem Palast zu entfernen. Durch einen Geheimdienstbericht erfährt er, dass Morden für den Tod seiner Geliebten verantwortlich war (vgl. S3E15) und nicht, wie er annahm, Lord Refa. Da sich die Flotte der Vorlonen noch immer Centauri Prime nähert, beschließt er, den Planeten von den Schatten zu befreien. Er lässt Mordens Schattenbegleiter töten und die Insel, auf der sich ihre Basis befindet, sprengen. Kurz bevor Londo Morden hinrichten lässt, schwört dieser Rache durch Verbündete der Schatten. Londo informiert die Vorlonen, doch diese setzen ihren Kurs fort – schließlich stand auch er lange unter dem Einfluss der Schatten. Als er Vir auffordert, ihn sofort zu töten, dreht die Flotte plötzlich ab – die Vorlonen benötigen Verstärkung bei Coriana 6. Dort kommt es schließlich zum Zusammentreffen aller Mächte und zu einer großen Schlacht. Ivanova konnte mit Hilfe von Lorien weitere Angehörige uralter Völker, die sogenannten Allerersten, als Verbündete gewinnen. Während des Kampfes nehmen sowohl die Schatten als auch die Vorlonen telepathischen Kontakt zu Sheridan und Delenn auf und verdeutlichen ihre Ziele: Während die Schatten die Evolution durch Konflikte vorantreiben wollen, fordern die Vorlonen absoluten Gehorsam der anderen Völker im Krieg gegen die Schatten. Doch Delenn und Sheridan erwidern, dass die jüngeren Völker nun nicht mehr auf die Allerersten angewiesen seien und sich nicht für eine der Seiten entscheiden wollen. Die Schatten wollen den Weißen Stern zerstören, doch die anderen Völker hören mit, zeigen sich solidarisch und schützen Sheridan und Delenn mit ihrem Leben. Auch Lorien wendet sich nun an die Vorlonen und Schatten und sagt, dass ihre Zeit vorbei sei und die alten Völker die Galaxis verlassen müssen. Daraufhin ziehen sich die Allerersten, einschließlich der Schatten und Vorlonen zurück und verschwinden. Lorien erklärt, dass jetzt die jungen Völker die Galaxis beherrschen und Lehrer der nachkommenden Generationen werden. Dann verschwindet er ebenfalls. |           |                                      |                                     |                      |                                       |                    |                        |                     |
| 73 | 7         | Unter Quarantäne                     | Epiphanies                          | 10. Feb. 1997        | 4. Juli 1998                          | John C. Flinn III  | J. Michael Straczynski | 407                 |
| Nachdem sich die Erdregierung aufgrund ihrer Zusammenarbeit mit den Schatten (vgl. S3E1) nicht am eben beendeten Krieg beteiligte, wendet sich Präsident Clark nun wieder Babylon 5 zu. Gemeinsam mit dem Psi-Corps plant er, die öffentliche Meinung gegen die Station aufzubringen. Auch Alfred Bester ist in die Aktionen involviert, doch er verfolgt eigene Ziele. Auf Babylon 5 trifft er sich mit dem Kommandostab. Bei der Besprechung ist Lyta Alexander anwesend, die durch die Manipulation der Vorlonen Besters Versuche, die Gedanken der Crew zu lesen, mühelos abwehren kann. Er erzählt von Clarks Plan: Ein Geschwader des Psi-Corps soll einige Schiffe der Erde zerstören, wobei der Verdacht auf Babylon 5 gelenkt werden soll. Als Gegenleistung für diese Information will er nach Z'ha'dum gebracht werden, um dort eine Technologie zu finden, die seiner Geliebten helfen kann, die noch immer im Kälteschlaf liegt und Schattenimplantate in sich trägt (vgl. S3E14). Sheridan willigt ein. Während Ivanova die Kampfflieger des Psi-Corps abfängt, fliegen Bester, Sheridan und Alexander nach Z'ha'dum. Dort werden sie Zeuge, wie etliche Schiffe den Planeten – offensichtlich Verbündete der Schatten – gerade fluchtartig verlassen, woraufhin der ganze Planet explodiert. Wieder auf Babylon 5, konfrontiert Sheridan Alexander mit der Vermutung, dass diese telepathisch die Selbstzerstörung von Z'ha'dum eingeleitet haben könnte, um Besters Pläne zu durchkreuzen und die Schattentechnologie für niemanden zugänglich zu machen. Sie streitet dies nicht ab. Präsident Clarks versuchter Hinterhalt spricht sich auf der Erde herum, wodurch das Gegenteil der beabsichtigten Wirkung eintritt. Doch Clark hat inzwischen jeglichen Fracht- und Personenverkehr zwischen der Erde und Babylon 5 untersagt. Garibaldi empfängt eine seltsame Nachricht, bestehend aus bunten Mustern, die er sofort löscht. Kurz darauf tritt er völlig überraschend von seinem Posten als Sicherheitschef zurück. Er will sich selbständig machen, indem er anderen hilft, ihre vermissten Angehörigen zu finden. Londo tritt wieder seinen Posten als Botschafter auf Babylon 5 an. Auf Centauri Prime wird Minister Virini als Regent eingesetzt. Er trägt einen unsichtbaren Wächter an der Schulter, von dem er kontrolliert wird (vgl. S3E17). |           |                                      |                                     |                      |                                       |                    |                        |                     |
| 74 | 8         | Lügenpropaganda                      | The Illusion of Truth               | 17. Feb. 1997        | 11. Juli 1998                         | Stephen Furst      | J. Michael Straczynski | 408                 |
| Seit der Übernahme von ISN durch Regierungstruppen (vgl. S3E10) ist der Nachrichtensender nur noch ein Sprachrohr für Clarks Propaganda. Der dort beschäftigte Journalist Dan Randall kann Sheridan dennoch überreden, eine Reportage über die Station zu drehen. Er wird von Lennier durch verschiedene Bereiche der Station geführt und interviewt Sheridan und Delenn sowie Garibaldi. Als der Bericht gesendet wird, sind die Interviews völlig neu zusammengeschnitten. Die gezeigten Bilder der Station sind mit Halbwahrheiten und Lügen kommentiert, die Babylon 5 in ein möglichst schlechtes Licht rücken sollen. Der Öffentlichkeit wird Sheridan als jemand präsentiert, der durch den Krieg mit den Minbari traumatisiert sei und einen Minderwertigkeitskomplex gegenüber seinen ehemaligen Feinden entwickelt habe. Er lasse sich von den Außerirdischen manipulieren und habe sich infolge deren Einfluss gegen die Erde gewandt. Er müsse bemitleidet werden und brauche Hilfe. Lediglich ein Interview bleibt unverfälscht: Garibaldi erklärt, dass Sheridan sich seit seiner Rückkehr von Z'ha'dum für eine Art Messias halte und verrückt geworden sei. |           |                                      |                                     |                      |                                       |                    |                        |                     |
| 75 | 9         | Das Traumorakel                      | Atonement                           | 24. Feb. 1997        | 18. Juli 1998                         | Tony Dow           | J. Michael Straczynski | 409                 |
| Delenn und Lennier reisen nach Minbar. Delenns Clanführer Callenn ist erzürnt über ihre Beziehung zu Sheridan, da Partnerschaften mit Angehörigen anderer Völker verboten sind. Bevor ein Urteil gefällt wird, soll sich Delenn dem Traumorakel stellen, das ihre wahren Beweggründe aufdecken soll. Es handelt sich um einen zeremoniellen Raum, in dem Delenn Teile ihrer Vergangenheit durchlebt. Sie sieht sich selbst als junge Schülerin, die ihrem Meister Dukhat zugeteilt wird. Bald darauf kommt es zum ersten Treffen mit den Menschen, bei dem Delenn anwesend ist. Der Minbari-Kreuzer nähert sich den Menschen mit aktivierten Waffen – ein Zeichen des Respekts, doch von den Menschen als kriegerische Absicht fehlinterpretiert (vgl. S3E13). Durch den Beschuss des Erdkreuzers wird Dukhat getötet. Delenn schwört Rache und befiehlt in ihrem Zorn, die Menschen zu verfolgen und auszulöschen. Erst durch das Traumorakel bemerkt sie, dass Dukhat ihr kurz vor seinem Tod etwas zuflüsterte: „...Du bist ein Kind des großen Valen.“ Sie erkennt, dass sie eine Nachfahrin von Sinclair ist, der in die Vergangenheit reiste (vgl. S3E17), und argumentiert, dass es aufgrund der unzähligen Nachfahren Sinclairs unter den Minbari sowieso keine Reinheit gebe. Ihre Beziehung zu Sheridan wird daraufhin akzeptiert, allerdings soll die Öffentlichkeit nicht die wahren Hintergründe erfahren. Wegen der über die Station verhängten Quarantäne und die Propaganda von Präsident Clark, sieht sich Sheridan gezwungen, gegen ihn vorzugehen. Er schickt Franklin und Cole auf eine Geheimmission zum Mars, wo sie den Widerstand kontaktieren sollen. |           |                                      |                                     |                      |                                       |                    |                        |                     |
| 76 | 10        | Captain Jack                         | Racing Mars                         | 21. Apr. 1997        | 25. Juli 1998                         | Jesus Trevino      | J. Michael Straczynski | 410                 |
| Franklin und Cole treffen auf dem Weg zum Mars auf ihre Kontaktperson, einen Mann, der sich Captain Jack nennt und den beiden gestohlene ID-Karten für die Einreise gibt. Am Ziel angekommen, ist die Anführerin des Widerstandes, genannt „Nummer Eins“, äußerst skeptisch und hält Franklin und Cole zunächst gefangen, während sie ihre Identitäten prüft. Dabei wird festgestellt, dass die Besucher scheinbar nicht die sind, für die sie sich ausgeben. Nummer Eins will von den beiden erfahren, warum sie hier sind, als Captain Jack plötzlich eine Waffe gegen sie richtet, während sich an seiner Schulter etwas bewegt. Mit einem gezielten Schuss löst Cole die Kreatur von Captain Jack, der daraufhin flüchtet. Es stellt sich heraus, dass es Captain Jack war, der Franklin und Cole gefälschte ID-Karten zuspielte. Nummer Eins erkennt, dass Captain Jack unschuldig ist und von der Kreatur kontrolliert wurde. Sie kontaktiert ihn, doch das Wesen wächst bereits nach und Captain Jack tötet sich rechtzeitig selbst. Sheridan konfrontiert Garibaldi mit dem Interview für ISN, in dem Garibaldi Sheridan als verrückt bezeichnete (vgl. S4E08). Beide gehen im Streit auseinander. Daraufhin wird Garibaldi von einem Mann namens Wade angesprochen. Er bietet Garibaldi an sich ihm anzuschließen, da jemand etwas gegen Sheridan unternehmen müsse. Garibaldi lehnt ab und beteuert, er werde Sheridan nicht verraten. Kurze Zeit später kommt es erneut zur Auseinandersetzung mit Sheridan. Diesmal eskaliert der Streit und Garibaldi schlägt Sheridan. Wade wendet sich wieder an Garibaldi, der nun davon überzeugt ist, dass Sheridan mit seinem Größenwahn alles Erreichte bedrohe. Er ist bereit, Sheridan auszuliefern, damit ihm – wie Wade versichert – geholfen werden kann. |           |                                      |                                     |                      |                                       |                    |                        |                     |
| 77 | 11        | Die Stimme des Widerstands           | Lines of Communication              | 28. Apr. 1997        | 1. Aug. 1998                          | John C. Flinn III  | J. Michael Straczynski | 411                 |
| Delenn wird von einem Minbari namens Forell informiert, dass Transportschiffe verschiedener Völker angegriffen werden. Die Schiffe sollten eigentlich unter dem Schutz der Minbari stehen, doch die Kriegerkaste weigert sich, einzugreifen. Gemeinsam mit Lennier und Forell macht sich Delenn auf den Weg, der Sache auf den Grund zu gehen. Unterwegs erfährt sie von Forell, dass das Zerwürfnis der Kasten eskaliert. Die Kriegerkaste auf Minbar hat damit begonnen, Mitglieder der religiösen Kaste aus ihrer Heimat zu vertreiben, was zu vielen Toten führte. Einem Notsignal folgend, treffen sie auf eine Flotte unbekannter Schiffe. Ein mysteriöser Abgesandter vom Volk der Drakh betritt Delenns Schiff. Es stellt sich heraus, dass Forell mit den Drakh paktieren will. Er verlangt von ihnen Unterstützung im Kampf gegen die Kriegerkaste; im Gegenzug wollen die Drakh einige Welten am Rand des Minbari-Sektors besetzen, da sie erst kürzlich ihre Heimatwelt verloren haben. Delenn erkennt, dass es sich um Z'ha'dum handelt (vgl. S4E07). Sie gibt vor, eine Woche Bedenkzeit zu wollen. Der Drakh verlässt das Schiff, erkennt aber kurz zuvor Delenn und weiß um ihre Rolle im Schattenkrieg. Sie gibt den Drakh keine Gelegenheit Rache zu nehmen und zerstört ihre Flotte. Forell wird dabei getötet. Delenn beschließt nun, nach Minbar zu gehen, um den drohenden Bürgerkrieg abzuwenden. Franklin unterbreitet den Führern des Marswiderstandes Sheridans Angebot: Sie sollen sich Babylon 5 anschließen, Sheridan als Befehlshaber akzeptieren und gemeinsam mit ihm gegen Präsident Clark vorgehen. Wenn dies erfolgreich beendet wird, soll der Mars dafür seine Unabhängigkeit erhalten. Die meisten Anführer stimmen dem zu. In Reaktion auf Clarks fortwährenden Propagandakrieg gegen Babylon 5, ruft Sheridan einen eigenen Nachrichtensender ins Leben. Unter der Moderation von Ivanova soll „Die Stimme des Widerstandes“ Clarks Lügen entlarven und über die Wahrheit aufklären. |           |                                      |                                     |                      |                                       |                    |                        |                     |
| 78 | 12        | Ein Job für Garibaldi                | Conflicts of Interest               | 5. Mai 1997          | 8. Aug. 1998                          | David J. Eagle     | J. Michael Straczynski | 412                 |
| Garibaldi wird erneut von Wade aufgesucht (vgl. S4E10), der Garibaldis Zuverlässigkeit nun auf die Probe stellen will. Er soll die Frau von Wades Arbeitgeber am Sicherheitspersonal vorbei auf die Station schmuggeln. Es handelt sich um Garibaldis Ex-Geliebte Lise Hampton, die mittlerweile mit William Edgars, einem milliardenschweren Unternehmer mit Sitz auf dem Mars, verheiratet ist. Sie treffen einen Kontaktmann, der Lise eine sicher verschlossene Ampulle überreicht. Sie erklärt, es handele sich um ein Heilmittel für Telepathen gegen eine Gefahr, die ihr Mann bei seinen Forschungen entdeckt habe. Die Übergabe wird von mehreren Männern beobachtet. Garibaldi, Wade und Lise fliehen, während die Männer die Verfolgung aufnehmen und dabei auch Schusswaffen einsetzen. Garibaldi erkennt, dass es sich um Telepathen handelt. Es gelingt, die Verfolger abzuschütteln, die schließlich einem Sicherheitsteam um Zack Allan in die Arme laufen und sich vor ihrer Festnahme mit Giftkapseln selbst töten. Lise kehrt mit dem Mittel zum Mars zurück. Edgars kontaktiert Garibaldi, bedankt sich und bietet ihm an, von jetzt an regelmäßig für ihn zu arbeiten. Garibaldi stimmt zu. Sheridan stellt Garibaldi aufgrund der Vorfälle erbost zur Rede, doch hat letztlich keine Handhabe gegen ihn. Unterdessen geht „Die Stimme des Widerstandes“ erstmals auf Sendung (vgl. S4E11). Aufgrund der Bedrohung durch die Drakh und zur Sicherung des Friedens, will Sheridan die White-Star-Schiffe fortan zum Schutz der befreundeten Völker einsetzen. Er bittet Londo und G'Kar, dass die Schiffe an den Sektorgrenzen der Centauri bzw. Narn patrouillieren dürfen. |           |                                      |                                     |                      |                                       |                    |                        |                     |
| 79 | 13        | Krieg der Kasten                     | Rumors, Bargains and Lies           | 12. Mai 1997         | 15. Aug. 1998                         | Mike Vejar         | J. Michael Straczynski | 413                 |
| Sheridan hat Schwierigkeiten die verschiedenen Völker, die seit dem Krieg gegen die Schatten wieder ihre eigenen Interessen verfolgen, in einer Allianz zur Friedenssicherung zu vereinen. Durch verschiedene Tricks täuscht er eine unmittelbare Bedrohung vor, die die potentiellen Verbündeten einschüchtern soll. So sollen etwa die Centauri vor anderen abstreiten, dass an ihren Grenzen White-Star-Schiffe patrouillieren und Cole erhält den Auftrag, einige Asteroiden zu beschießen. Der Plan geht auf: Die Botschafter glauben, dass Sheridan ihnen etwas verheimlicht und bitten um den Schutz durch die White-Star-Flotte. Sheridan verlangt im Gegenzug, dass er im Fall einer größeren Gefahr ebenfalls Hilfe erhält. So entsteht schließlich ein neues Bündnis. Delenn und Lennier sind auf dem Weg nach Minbar. Dort ist der Konflikt zwischen den Kasten eskaliert und es herrscht Bürgerkrieg. Delenn trifft sich mit Neroon als Vertreter der Kriegerkaste. In einem vertraulichen Gespräch erklärt sie ihm, dass weder die religiöse, noch die Kriegerkaste den Krieg gewinnen dürfe, da sonst ein Ungleichgewicht in der Minbari-Gemeinschaft entstehe. Neroon gibt vor, Delenn zu unterstützen. Einige Anhänger der religiösen Kaste belauschen das Gespräch teilweise und glauben, Delenn wolle sich ergeben. Sie beschließen deshalb, dass ihr Schiff Minbar nie erreichen darf und leiten Gift in das Belüftungssystem ein. Lennier bemerkt dies rechtzeitig und verhindert die Katastrophe, wird dabei aber schwer verletzt. Er stellt die Sache als Unfall dar, damit Delenn nicht den Glauben an ihre Kaste verliert. Neroon verlässt das Schiff und kontaktiert seine Vorgesetzten: Er sei nun über die Pläne der religiösen Kaste informiert, wodurch der Sieg der Krieger kurz bevor stünde. |           |                                      |                                     |                      |                                       |                    |                        |                     |
| 80 | 14        | Im Kreis des Sternenfeuers           | Moments of Transition               | 19. Mai 1997         | 22. Aug. 1998                         | Tony Dow           | J. Michael Straczynski | 414                 |
| Der Bürgerkrieg auf Minbar tobt weiter und die religiöse Kaste ist den Kriegern deutlich unterlegen. Delenn bietet dem feindlichen Anführer, Shakiri, die Kapitulation an. Sie fordert jedoch, dass die religiöse Kaste die neue Regierung mitbestimmen darf. Außerdem besteht sie auf ein uraltes Ritual, bei dem die Führer der kriegsführenden Parteien das „Rad des Sternenfeuers“ betreten müssen. Wer bereit ist, sich im Feuer zu opfern, dessen Kaste soll die Minbari künftig führen. Delenn und Shakiri betreten den Kreis, doch Shakiri verlässt ihn aus Angst vorzeitig. Neroon, der nun an Shakiris Motiven zweifelt, drängt Delenn aus dem Feuer und opfert sich an ihrer Stelle. In seinen letzten Worten legt er den Anderen nahe, auf Delenn zu hören und den Krieg zu beenden. Sie setzt daraufhin das oberste Regierungsorgan, den Grauen Rat, neu ein. Anstelle das Gleichgewicht der drei Kasten im Rat zu wahren, gibt sie der Arbeiterkaste eine Mehrheit. Die Arbeiter seien beim jüngsten Konflikt vergessen worden, doch gerade sie hätten die wichtigste Funktion innerhalb der Gemeinschaft. Seit Lyta Alexander nicht mehr für die Vorlonen arbeitet, ist sie auf Jobsuche. Da sie jedoch vom Psi-Corps abtrünnig ist, möchte kein Arbeitgeber in Schwierigkeiten geraten. Bester kommt auf die Station und bietet ihr an, sich dafür einzusetzen, dass sie wieder für das Corps arbeiten kann. Er verlangt im Gegenzug das Recht auf ihren Körper nach ihrem Tod. Er interessiert sich für die Veränderungen, die die Vorlonen an ihr vorgenommen haben. Entrüstet lehnt sie ab und wendet sich an Garibaldi. Bei seiner Arbeit für Edgars könne er eine Telepathin gebrauchen und stellt sie ein. Kurz darauf wird er von Edgars kontaktiert, der ihm klarmacht, dass er Telepathen nicht traut und er sie sofort entlassen muss. Verzweifelt willigt Alexander jetzt in Besters Angebot ein und trägt von nun an wieder die Uniform des Psi-Corps. Sheridan erreicht ein Bericht, wonach Schiffe der Erdstreitkräfte Transporter der abtrünnigen Kolonie Proxima 3 angegriffen haben. Über zehntausend Zivilisten kamen dabei ums Leben. Er sieht nun die Zeit gekommen, sich Präsident Clark entgegenzustellen und die Kolonien sowie die Erde von seinem Einfluss zu befreien. |           |                                      |                                     |                      |                                       |                    |                        |                     |
| 81 | 15        | Die Befreiung von Proxima 3          | No Surrender, No Retreat            | 26. Mai 1997         | 29. Aug. 1998                         | Mike Vejar         | J. Michael Straczynski | 415                 |
| Sheridan verlangt – als Gegenleistung für die White-Star-Patrouillen – von den Außerirdischen Völkern, vorhandene Verträge mit der Erdregierung für nichtig zu erklären. Einige außerirdische Schiffe sollen zudem Babylon 5 beschützen. Mit der White-Star-Flotte soll zunächst die von Erdstreitkräften belagerte Kolonie Proxima 3 befreit werden. Dort kommt es schließlich zum Kampf mit mehreren Zerstörern der Erde. Sheridan fordert die Besatzungen der Belagerungsflotte auf, keinen illegalen Befehlen zu folgen. Die Mannschaft eines der Zerstörer unter Kommandant MacDougan schließt sich Sheridan an. Präsident Clarks Truppen können besiegt werden. Sheridan stellt die Kommandanten der übrigen Schiffe vor die Wahl, zur Erde zurückzukehren oder sich ihm anzuschließen. Auf diese Weise gewinnt er zwei weitere Zerstörer für seine Flotte. Londo besucht G'Kar und dankt ihm für dessen Hilfe auf Centauri Prime. Er lässt ihn wissen, dass er ihn nun respektiere, doch G'Kar gibt sich desinteressiert. Außerdem will Londo G'kar dazu bringen eine gemeinsame Erklärung zu unterzeichnen, dass die Regierungen der Centauri und der Narn Sheridans Widerstand unterstützen. Er sieht darin eine Gelegenheit, eine Brücke zwischen den beiden verfeindeten Völkern zu schlagen und andere Völker zu ermutigen, es ihnen gleichzutun. Nach anfänglichem Zögern willigt G'Kar schließlich ein. |           |                                      |                                     |                      |                                       |                    |                        |                     |
| 82 | 16        | Hinter den Kulissen                  | The Exercise of Vital Powers        | 2. Juni 1997         | 5. Sep. 1998                          | John Lafia         | J. Michael Straczynski | 416                 |
| Garibaldi reist zum Mars, um seinen Arbeitgeber William Edgars persönlich kennenzulernen. In einem ersten Gespräch bekräftigt Garibaldi seine Absicht, etwas zu unternehmen, um Sheridan von seinem angeblichen Größenwahn zu befreien (vgl. S4E10). Edgars engagiert eine Telepathin und testet Garibaldis Loyalität. Seine Fragen betreffen vor allem die Telepathen und was Garibaldi von ihnen hält. Dieser macht kein Geheimnis daraus, dass er die Telepathen für eine ernste Bedrohung hält. Unbemerkt von Garibaldi, wird die Telepathin von Wade nach Abschluss des Gesprächs erschossen. Da Garibaldi den Test bestanden hat, verlangt er nun seinerseits Antworten von Edgars, der daraufhin seine Beweggründe erläutert: Auch er ist der Ansicht, dass die Telepathen die normalen Menschen bedrohen und diese alsbald zu Bürgern zweiter Klasse machen werden. Präsident Clarks Macht beruhe auf eine enge Kooperation mit dem Psi-Corps. Edgars ist daher besorgt, dass Sheridans Krieg gegen die Erde dazu führen könnte, dass Clark dem Psi-Corps noch mehr Macht gibt, die es dann nicht wieder abgibt. Edgars hat eigene Pläne, doch bevor er Garibaldi einweiht, fordert er als letzten Vertrauensbeweis die Auslieferung Sheridans. Edgars und Wade betreten einen Raum mit drei Krankenbetten; die Menschen darauf liegen im Sterben. Edgars weist Wade an, die Testpersonen von ihrem Leiden zu erlösen, da der Versuch offensichtlich erfolgreich ist. Franklin versucht noch immer erfolglos den Telepathen im Kälteschlaf die Schattenimplantate zu entfernen (vgl. S3E14). Durch Zufall stellt sich heraus, dass Lyta Alexander die Personen mit einem telepathischen Signal aufwecken kann. Es gelingt Franklin, das Signal künstlich zu erzeugen; doch die erwachte Versuchsperson ist nicht ansprechbar, verwirrt und äußerst aggressiv, sodass sie von Alexander wieder zum Schlafen gebracht wird. Sheridan befreit unterdessen weitere Kolonien von Clark. Er hat einen Plan entwickelt, wie er die schlafenden Telepathen zu seinem Vorteil im Krieg einsetzen kann. Franklin und Alexander brechen daraufhin zum Mars auf. |           |                                      |                                     |                      |                                       |                    |                        |                     |
| 83 | 17        | Homo Superior                        | The Face of the Enemy               | 9. Juni 1997         | 12. Sep. 1998                         | Mike Vejar         | J. Michael Straczynski | 417                 |
| Sheridan setzt seinen Feldzug gegen die Erdregierung fort. Aufgrund von Clarks wirkungsvoller Propaganda, kann er nur mit Mühe weitere Streitkräfte der Erde für sich gewinnen. Zu den Kreuzern, die sich ihm doch anschließen, gehört auch die „Agamemnon“, auf der Sheridan einst Kommandant war. Garibaldi meldet sich: Sheridans Vater, der seit den Unruhen auf der Erde als vermisst gilt, sei festgenommen worden. Garibaldi habe einen Plan, ihn zu befreien, brauche dazu jedoch Sheridans Hilfe. Trotz der Differenzen in jüngster Zeit vertraut Sheridan Garibaldi und trifft ihn alleine auf dem Mars. Dort betäubt Garibaldi Sheridan, der daraufhin von Clarks Männern zusammengeschlagen und gefangen wird. Garibaldi wendet sich wieder an Edgars und will nun vollständig eingeweiht werden. Edgars erklärt, dass sein Unternehmen ein tödliches Virus entwickelt hat, das nur Telepathen infiziert und jetzt freigesetzt werden soll. Er besitzt außerdem ein Gegenmittel (vgl. S4E12), das in regelmäßigen Abständen verabreicht werden muss. Somit will er den Telepathen zuvorkommen und sie an der kurzen Leine halten. Als Garibaldi alleine ist, bricht er sich einen künstlichen Zahn aus, in dem ein Sender versteckt ist. Kurz darauf wird er von Bester aufgesucht. Garibaldi ist in einer Art Starre, als Bester die Hintergründe erklärt: Nach Garibaldis Verschwinden (vgl. S3E22) wurde seine Persönlichkeit unter Besters Anleitung vom Psi-Corps manipuliert. Von Zeit zu Zeit erhielt er Nachrichten, die seine Persönlichkeit weiter veränderten, bis er ein völlig anderer Mensch war. Nun habe er seinen Zweck erfüllt und die Verschwörung gegen die Telepathen aufgedeckt. Edgars und Wade werden daraufhin getötet; das Virus wird vernichtet. Garibaldi, der seine wahre Persönlichkeit zurückerhält, erfährt, dass Edgars' Frau Lise entkommen konnte. Auf ISN wird er inzwischen für seinen Verrat an Sheridan als Held gefeiert. Franklin und Alexander sind mit den im Kälteschlaf befindlichen Telepathen im Hauptquartier des Widerstandes auf dem Mars eingetroffen. |           |                                      |                                     |                      |                                       |                    |                        |                     |
| 84 | 18        | Das Verhör                           | Intersections in Real Time          | 16. Juni 1997        | 19. Sep. 1998                         | John Lafia         | J. Michael Straczynski | 418                 |
| In einem dunklen Raum wird Sheridan von einem Verhörspezialist psychisch und körperlich gefoltert. Man will ihn brechen, bis er ein umfassendes Geständnis ablegt, in dem er sich öffentlich zu Hochverrat, Meuterei, Terrorismus und anderen Verbrechen bekennt sowie seine Komplizen benennt. Ein Drazi wird in den Raum geführt, der offensichtlich ebenfalls von Folter eingeschüchtert wurde und gezwungen wird, ein falsches Geständnis vorzulesen. Sheridan kann ihn überreden standhaft zu bleiben und ihn davon abbringen. Der Drazi wird daraufhin in einen Nebenraum verschleppt. Seine Schreie lassen darauf schließen, dass er umgebracht wird. Sheridan beugt sich dem Verhörenden nicht. Dieser gibt ihm noch eine letzte Chance, anderenfalls könne das Geständnis auch posthum gefälscht werden. Schließlich wird auch Sheridan in den Nebenraum gebracht, in dem bereits ein Henker wartet. Doch es kommt anders als erwartet: Der „Henker“ ist der Drazi, der Sheridan nur etwas vorspielte. Ein neuer Verhörspezialist betritt den Raum und stellt wieder die gleichen Fragen wie beim ersten Verhör. |           |                                      |                                     |                      |                                       |                    |                        |                     |
| 85 | 19        | Das Werkzeug der Vergeltung          | Between the Darkness and the Light  | 6. Okt. 1997         | 26. Sep. 1998                         | David J. Eagle     | J. Michael Straczynski | 419                 |
| Garibaldi wendet sich an den Mars-Widerstand und will helfen, Sheridan zu befreien. Obwohl er beteuert, von Bester manipuliert worden zu sein, glaubt ihm die Anführerin Nummer Eins kein Wort und will ihn sofort erschießen, was Franklin verhindert. Lyta Alexander scannt Garibaldi und sendet seine Erinnerungen telepathisch an Nummer Eins, die dadurch die Wahrheit erfährt. Da sie jedoch keine Leute zur Verfügung stellen kann, sind Garibaldi, Alexander und Franklin bei der Befreiung Sheridans auf sich allein gestellt. Garibaldi nutzt seine Berühmtheit durch Sheridans Auslieferung, um bis zu ihm zu gelangen. Die Wachen können überwältigt werden und Sheridan, noch von Drogen und Folter gezeichnet, ist frei. Der Kampf gegen die Erdstreitkräfte wird derweil unter Ivanovas Kommando fortgesetzt. Durch Spione hat Clark erfahren, dass sich die Flotte der Rebellen kurz vor ihrem finalen Angriff auf die Erde in der Nähe des Mars sammeln soll. Ein übergelaufener Offizier informiert Ivanova, dass ein Geschwader neuartiger Zerstörer mit absolut loyalen Besatzungen bereits an diesem Treffpunkt wartet. Ivanova beschließt, die Schiffe, die mit Schattentechnologie verbessert wurden, zu zerstören. Dies gelingt unter hohen Verlusten und Ivanova wird dabei äußerst schwer verwundet. Als Sheridan zurückkehrt und sie besucht, erfährt er, dass sie lediglich noch eine Woche zu leben hat. Sie bittet Sheridan, die letzte Schlacht gegen Clark von Bord der Agamemnon aus zu befehligen. Auf die Initiative von Londo und G'kar hin, wurde eine Ratsversammlung auf Babylon 5 einberufen. Alle teilnehmenden Völker haben der Rebellen-Flotte Verstärkung durch eigene Schiffe zugesagt. Sie wollen damit ihre Dankbarkeit für Sheridans Rolle im Schattenkrieg ausdrücken. |           |                                      |                                     |                      |                                       |                    |                        |                     |
| 86 | 20        | Söhne und Töchter der Erde           | Endgame                             | 13. Okt. 1997        | 10. Okt. 1998                         | John Copeland      | J. Michael Straczynski | 420                 |
| Die Vorbereitungen für den letzten Angriff auf Clarks Truppen laufen. Sheridan will zunächst die loyale Basis auf dem Mars ausschalten, damit der Weg zur Erde frei ist. Unterstützung erhält er vom Mars-Widerstand, der strategisch wichtige Punkte auf dem Planeten einnimmt. Um die Erd-Zerstörer, die den Mars bewachen, auszuschalten, kommen die Telepathen im Kälteschlaf ins Spiel. Sheridan hat einen Telepathen an Bord jedes feindlichen Schiffes schmuggeln lassen. Von der Planetenoberfläche aus sendet Lyta Alexander ihnen ein telepathisches Signal, wodurch sie erwachen und sich sofort mit der Steuerungselektronik der Zerstörer verbinden (vgl. S3E14). Die meisten der Schiffe sind dadurch kampfunfähig und Sheridan ist nicht gezwungen, sie zu zerstören. Er setzt seinen Weg zur Erde fort. Der Oberbefehlshaber der Zerstörer, General Lefcourt, gibt den Befehl, die Schiffe wieder Einsatzfähig zu machen und Sheridan zu verfolgen. Sheridans Flotte, bestehend aus Schiffen verschiedenster Völker, erreicht schließlich die Erde. In einer Ansprache gibt er zu verstehen, dass nun die Zeit gekommen sei, sich gegen Clark zu erheben. Als einige Personen daraufhin in Clarks Büro einbrechen wollen um ihn zu verhaften, begeht er Selbstmord. Kurz zuvor hat er mehrere Verteidigungssatelliten gegen die Erde selbst gerichtet, wodurch unzähligen Menschen der Tod droht. Es gelingt Sheridan die Satelliten zu vernichten. Hilfe erhält er dabei von General Lefcourt, der inzwischen eingetroffen ist. Ivanova wurde aufgrund ihrer schweren Verletzungen vor der Schlacht nach Babylon 5 verlegt, um dort in Ruhe ihre letzte Zeit verbringen zu können. Marcus Cole, der zwischenzeitlich starke Gefühle für sie entwickelte, will sich mit ihrem Schicksal nicht abfinden. Er verlässt die Flotte, um Ivanova zu helfen. Auf dem Weg zur Station sucht er im Computer nach Maßnahmen für unheilbare Krankheiten und stößt auf einen Bericht Franklins, über ein außerirdisches Gerät, das Lebensenergie von einem Individuum auf ein anderes übertragen kann (vgl. S1E21). Franklin erfährt davon und fliegt ebenfalls nach Babylon 5, um Schlimmeres zu verhindern. |           |                                      |                                     |                      |                                       |                    |                        |                     |
| 87 | 21        | Die neue Allianz                     | Rising Star                         | 20. Okt. 1997        | 17. Okt. 1998                         | Tony Dow           | J. Michael Straczynski | 421                 |
| Als Franklin auf Babylon 5 eintrifft, ist es bereits zu spät: Cole hat das Gerät gefunden und seine gesamte Lebensenergie auf Ivanova übertragen. Sie gesundet vollständig, doch sie macht sich schwere Vorwürfe, dass sie seine Annäherungsversuche stets zurückgewiesen hat. Während auf der Erde die als Interimspräsidentin eingesetzte Susanna Luchenko damit beginnt, Clarks Regime aufzulösen und dessen Verbrecher der Justiz zuzuführen, wartet Sheridan auf eine Entscheidung, ob auch er angeklagt wird. Zunächst erhält er Besuch von Bester, der wissen will, ob seine Geliebte Carolyn (vgl. S3E14) unter jenen Telepathen war, die gegen die Erdzerstörer eingesetzt wurden. Sie befindet sich jedoch weiterhin im Kälteschlaf. Sheridan betont, die Telepathen als Waffe einzusetzen, sei die schwerste Entscheidung seines Lebens gewesen. Außerdem warnt er Bester vor dem Versuch, die neue Erdregierung ebenfalls manipulieren zu wollen. Schließlich bietet Luchenko Sheridan und seinem Führungsstab Amnestie an, verlangt dafür aber, dass Sheridan die Erdstreitkräfte verlässt. Bei einer Pressekonferenz gibt er seinen Rücktritt bekannt. Bei der Konferenz sind ebenfalls Delenn, Londo und G'Kar anwesend. Sie verkünden, die Etablierung einen neuen interstellaren Allianz zur Sicherung des Friedens, der sämtliche große Völker und viele kleinere angehören, und laden die neue Erdregierung ein, dieser Allianz beizutreten. Delenn verspricht dafür den Schutz durch White-Star-Schiffe sowie neue Technologien. Als Teil der Vereinbarung erhält auch die Marskolonie ihre Unabhängigkeit. Der Präsident dieser Allianz ist Sheridan. Er trifft im Anschluss seinen Vater, der wohlauf ist und Delenn erstmals kennenlernt. Garibaldi konnte auf dem Mars zwischenzeitlich Lise aufspüren. Sie befindet sich in den Fängen von Kriminellen, die Lösegeld erpressen wollen. Garibaldi befreit sie und beide werden wieder ein Paar. Ivanova wird zum Captain befördert, übernimmt das Kommando auf einem Zerstörer und verlässt Babylon 5. Sheridan und Delenn heiraten. |           |                                      |                                     |                      |                                       |                    |                        |                     |
| 88 | 22        | In hundert Jahren, in tausend Jahren | The Deconstruction of Falling Stars | 27. Okt. 1997        | 24. Okt. 1998                         | Stephen Furst      | J. Michael Straczynski | 501                 |
| In ferner Zukunft schaut sich ein menschliches Wesen Aufzeichnungen aus vergangenen Zeiten an. 2262: In einer Diskussionsrunde auf ISN wird über Sheridans Eignung zur Leitung der Interstellaren Allianz debattiert und darüber, wie lange dieses Bündnis wohl bestehen wird. Während ein Gegner Sheridans ihm Machthunger vorwirft und seine Allianz für kurzlebig hält, wollen die anderen nicht vorschnell urteilen und Sheridan die Gelegenheit geben, sich zu beweisen. 2362: Anlässlich des hundertsten Jahrestages der Gründung der Interstellaren Allianz diskutieren in einer Liveübertragung drei Experten. Es herrscht weitgehende Einigkeit, dass die Bedeutung von Babylon 5, Sheridan und Delenn eher symbolisch gewesen sei. Auch könne man die Ereignisse, die zur Gründung der Allianz führten, nicht einigen wenigen Leuten zuschreiben. Sheridan wird erneut als größenwahnsinnig und machthungrig dargestellt. Plötzlich betritt eine sehr alte Delenn den Raum. Sie betont, dass Sheridan ein guter Mann gewesen sei, und geht wieder. 2762: Auf der Erde herrscht Bürgerkrieg. Ein Mann namens Daniel ist Angehöriger der Fraktion, die gegen die Interstellare Allianz arbeitet. Er leitet eine Simulation, bei der Hologramme von Sheridan, Delenn, Franklin und Garibaldi erstellt werden. Sie werden mit Erinnerungen ausgestattet, die in der Vergangenheit aufgezeichnet wurden, sodass ihre Persönlichkeiten vorübergehend wiederhergestellt sind. Daniel will die Hologramme für Aufzeichnungen verwenden, die die Gründung der Interstellaren Allianz in ein schlechtes Licht rücken. Garibaldi verwickelt Daniel in ein Gespräch und erfährt, dass die Fraktion von Daniel heimlich einen Erstschlag gegen die Allianz plant. Garibaldi übermittelt das Gespräch heimlich an den Feind, woraufhin ein nuklearer Krieg beginnt. 3262: Die Bewohner der Erde sind seit dem Krieg vor 500 Jahren ein primitives Volk, das keine Raumfahrt kennt. In einem altertümlichen Kloster wendet sich Bruder Michael besorgt an seinen Lehrer Alwin. Er bezweifelt, dass die Rangers, die er aus heiligen Schriften kennt, überhaupt existieren. Sheridan, Lorien oder Ivanova könnten, so befürchtet er, nur Fabelwesen sein. Vielleicht würden die Rangers niemals zurückkehren, um, wie prophezeit, den Menschen eines Tages beim Wiederaufbau zu helfen. Alwin überzeugt ihn, an seinem Glauben festzuhalten. Als Michael den Raum verlässt, wird deutlich, dass Alwin ein Ranger ist und der Wiederaufbau bereits im Gange. Um die gleichen Fehler nicht zu wiederholen, soll dies langsam und im Verborgenen geschehen. Eine Million Jahre in der Zukunft: Der Mensch, der sich die Aufzeichnungen angesehen und für die Nachwelt gesichert hat, nimmt eine Lichtgestalt an und betritt einen Anzug, ähnlich denen der Vorlonen. Er bricht zu einer „neuen Erde“ auf, kurz bevor die Sonne zur Nova wird. Das Raumschiff trägt das Zeichen der Rangers. |           |                                      |                                     |                      |                                       |                    |                        |                     |